# Campagne Diemerswil

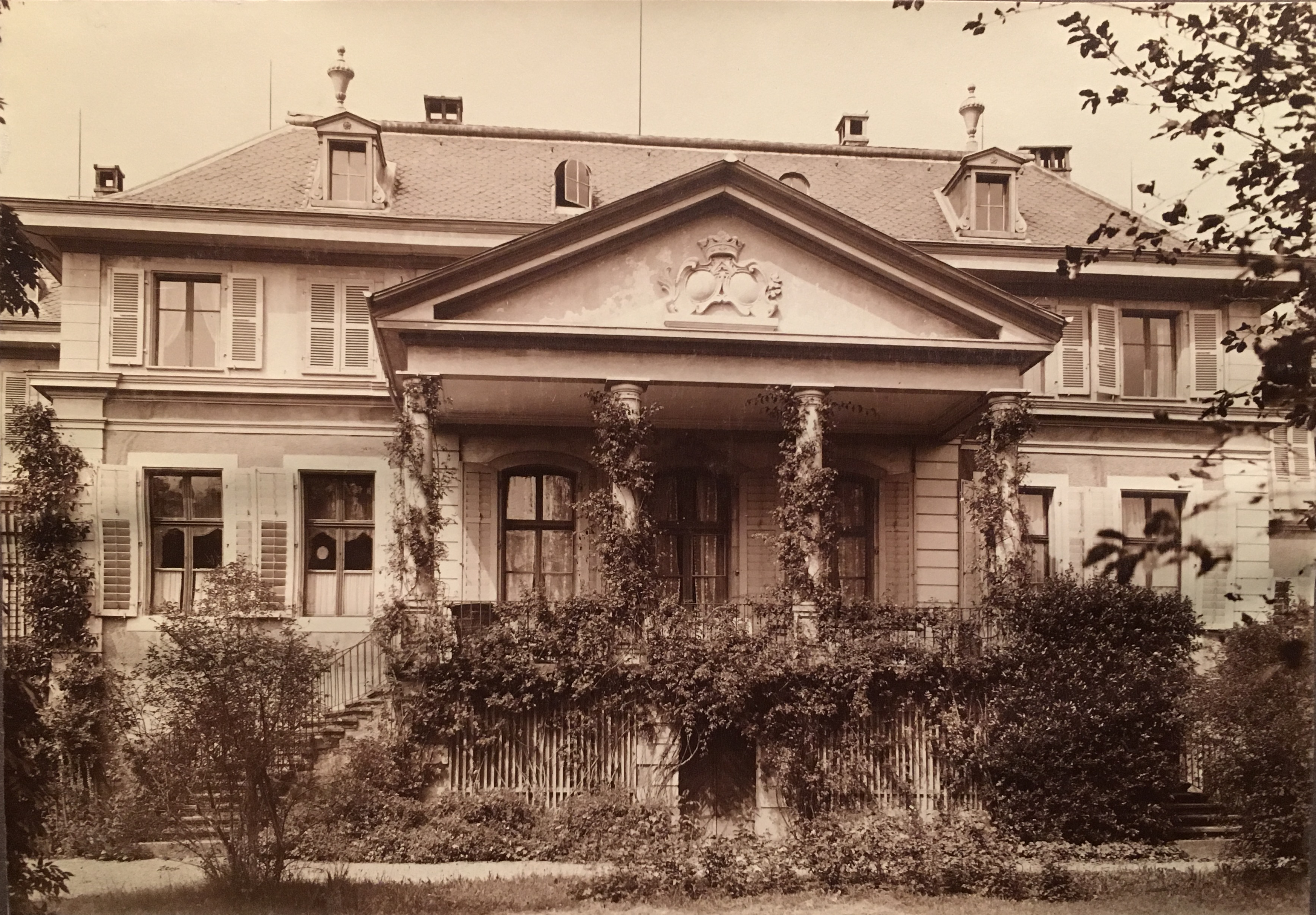
Campagne Diemerswil (um 1900)

Die Campagne Diemerswil ist ein um 1968/69 zerstörter Landsitz in Diemerswil (Gemeinde Münchenbuchsee) im Kanton Bern, Schweiz.

## Geschichte
Der Offizier und Politiker Hans Rudolf von Bonstetten (1677–1750) erbte das Landgut Diemerswil von seiner Tante Rosina von Erlach und liess das Haus 1736 neu erbauen. Der Dragonerhauptmann Friedrich Ludwig von Sinner (1773–1847) kaufte Diemerswil um 1795 von Karl Friedrich von Steiger (1755–1832). Eigenhändigen Aufzeichnungen zufolge plante der Architekt Ludwig Friedrich Schnyder (1768–1823) 1799 für Sinner klassizistische Umbauten.
Philipp Emanuel von Fellenberg kaufte Diemerswil um 1799 und errichtete hier einen Musterbetrieb und eine Elementarschule. Fellenberg liess den ursprünglich einstöckigen Bau um ein Geschoss erweitern. Wilhelm Tell von Fellenberg bewirtschaftete das Landgut Diemerswil ab 1831, seine Schwester Elisabeth Olympia von Fellenberg (1804–1870) übernahm 1834 gemeinsam mit ihrem Mann Philipp Karl Ludwig Leutwein (1808–1899). Der Besitz ging spätestens 1876 durch Erbe an Elisabeth Emma Laura Leutwein (1834–1908) und ihren Gatten Ludwig Karl Aeneas von Wild (1825–1906). Der Ingenieur Eugen Friedrich Hermann von Bonstetten (1866–1932) war im 20. Jahrhundert Besitzer der Campagne Diemerswil. Seine Erben verkauften das Anwesen dem Rechtsprofessor und Offizier Max Kummer (1915–1999), der das Haus um 1968/1969 anlässlich einer Truppenübung sprengen liess.
Bei der sich im Staatsarchiv des Kantons Bern befindlichen Planserie eines Landsitzes dürfte es sich um nicht realisierte Baupläne der Campagne 
Diemerswil handeln.